# Live in Sydney
Live in Sydney — DVD концертного тура Кайли Миноуг On a Night Like This Tour, вышедший в 2001 году.

## О DVD
На DVD представлены эксклюзивные закулисные съемки концерта, в том числе в раздевалке танцоров. DVD был сертифицирован трижды платиновым в Австралии.

## Список композиций
1. "Loveboat"
2. "Koocachoo"
3. "Hand on Your Heart"
4. "Put Yourself in My Place"
5. "On a Night Like This"
6. "Step Back in Time"/"Never Too Late"/"Wouldn't Change a Thing"/"Turn It into Love"/"Celebration"
7. "Can't Get You Out of My Head"
8. "Your Disco Needs You"
9. "I Should Be So Lucky"
10. "Better the Devil You Know"
11. "So Now Goodbye"
12. "Physical"
13. "Butterfly"
14. "Confide in Me"
15. "Kids"
16. "Shocked"
17. "Light Years"
18. "What Do I Have to Do?"
19. "Spinning Around"